# Jüdische Gemeinde Gemmingen
Eine jüdische Gemeinde in Gemmingen, einer Gemeinde im Landkreis Heilbronn im nördlichen Baden-Württemberg, hat nach dem Nachweis einzelner Juden bis zurück ins 17. Jahrhundert, insbesondere ab dem 18. Jahrhundert bestanden.

## Geschichte
Die Freiherren von Gemmingen teilten sich ab 1664 die Herrschaft über Gemmingen mit den Herren bzw. Grafen von Neipperg. Von den zwei Linien der Herren von Gemmingen, die an der Herrschaft über diesen gemmingschen Teil beteiligt waren, verkaufte eine 1664 ihren Anteil an Württemberg. Nun waren drei Ortsherrschaften beteiligt. Die Juden bezahlten seit der Mitte des 17. Jahrhunderts ein jährliches Schutzgeld, ein einmaliges Aufnahmegeld und ein jährliches Entgelt für Weide und Wasser sowie Befreiung vom Botengehen. Haupterwerbszweig war der Viehhandel, weshalb sie auch ihr Vieh bei der Gemeindeherde mitlaufen ließen. Von der Herrschaft von Gemmingen wurde ab 1771 ein Oberrabbiner eingesetzt, der das Gemeindeleben der jüdischen Gemeinde im religiösen und zivilen Leben regeln sollte.
Die Gemminger Juden wurden 1827 dem Rabbinatsbezirk Sinsheim und 1877 dem Rabbinatsbezirk Bretten zugeordnet. Um 1821 wurde eine Synagoge erbaut, daneben befand sich die jüdische Schule, in dem sich die Mikwe, die Wohnung des Lehrers und das Schullokal befanden.
Im Jahr 1897 begannen Abraham Oppenheimer und auch Moses Richheimer mit jeweils mehreren Angestellten die Zigarrenproduktion. Der Anteil jüdischer Unternehmer in diesem Geschäftszweig ist in der Geschichtsschreibung über den Kraichgau bisher kaum erwähnt worden. Im Ersten Weltkrieg starben fünf Juden aus Gemmingen.

## Nationalsozialistische Verfolgung
In den ersten Jahren nach 1933 hatten die Juden zunächst noch ihr Einkommen, mussten dann aber ihre Geschäfte schließen und wanderten nach Nord- und Südamerika aus oder zogen nach Karlsruhe und in andere größere Städte. (…) Die letzten noch im Ort verbliebenen 7 älteren Juden wurden am 22. Oktober 1940 nach Gurs deportiert.
Das Gedenkbuch des Bundesarchivs verzeichnet 48 in Gemmingen geborene jüdische Bürger, die dem Völkermord des nationalsozialistischen Regimes zum Opfer fielen.

## Gemeindeentwicklung
| Jahr | Gemeindemitglieder           | Bemerkung                               |
| ---- | ---------------------------- | --------------------------------------- |
| 1710 | 8 Personen                   | im Teil der Herren von Gemmingen        |
| 1718 | 5 Personen                   | wie oben                                |
| 1728 | 9 Familien                   | wie oben                                |
| 1740 | 10 Familien                  | wie oben                                |
| 1751 | 12 Familien                  | wie oben                                |
| 1758 | 16 Familien                  | wie oben                                |
| 1762 | 17 Familien mit 100 Personen | wie oben                                |
| 1795 | 16 Familien                  | davon 3 im Teil der Grafen von Neipperg |
| 1825 | 122 Personen                 | nun in allen drei Ortsteilen            |
| 1839 | 181 Personen                 | wie oben                                |
| 1864 | 291 Personen                 | wie oben                                |
| 1875 | 190 Personen                 | wie oben                                |
| 1900 | 157 Personen                 | wie oben                                |
| 1933 | 47 Personen                  | wie oben                                |

## Bürgerliche Namen
Als alle Juden im Großherzogtum Baden 1809 erbliche Familiennamen annehmen mussten, nahmen die 16 Familienvorstände der Gemminger Juden folgende Namen an: Bischofsheimer (2), Gutmann (1), Hut bzw. Kanhut (2), Oppenheimer (3), Rastatter (1), Richheimer (2), Rothschild (1), Rost (1), Uhlmann (1), Weisenburger (1) und Wertheimer (1).

## Persönlichkeiten
- Hugo Richheimer, Direktor der Schaumweinvertriebs AG in Frankfurt am Main, er stiftete 1922 für die Ortsarmen 5000 Mark, damals eine stattliche Summe, und wurde Ehrenbürger von Gemmingen.

## Bestattungen
Bevor der jüdische Friedhof Eppingen 1818/19 fertiggestellt wurde, hatten die Gemminger Juden ihr Begräbnis in Heinsheim, Flehingen oder in Waibstadt. Auf dem jüdischen Friedhof in Eppingen sind ab 1822 insgesamt 242 Bestattungen aus Gemmingen erfolgt. Es tauchen vor allem die Namen aus der Liste von 1809 auf: Kahn/Kahnhut/Kahngut (45), Oppenheimer (35), Richheimer (29), Ottenheimer (23), Wertheimer (18), Rothschild (12), Gutmann (11), Weissenburger (8).